# Корба (приток Медозы)
Корба — река в Островском районе Костромской области России, правый приток Медозы.
Длина — 55 км, площадь водосборного бассейна — 251 км². Исток — в болотистой местности к северо-западу от деревни Климово. Устье — южнее села Воскресенское. Протекает в юго-восточном направлении. Небольшие притоки: Ливенка, Сосница, Ильмовка, Иванюшка.

## Данные водного реестра
По данным государственного водного реестра России относится к Верхневолжскому бассейновому округу, водохозяйственный участок реки — Волга от города Кострома до Горьковского гидроузла (Горьковское водохранилище), без реки Унжа, речной подбассейн реки — Волга ниже Рыбинского водохранилища до впадения Оки. Речной бассейн реки — (Верхняя) Волга до Куйбышевского водохранилища (без бассейна Оки).
Код объекта в государственном водном реестре — 08010300412110000013711.